# Episodi di Squadra Speciale Cobra 11 (quinta stagione)
La quinta stagione della serie televisiva Squadra Speciale Cobra 11 è stata trasmessa in prima visione in Germania da RTL in tre diversi periodi: dal 5 aprile al 31 maggio 2001 (episodi 64-69 secondo l'ordine di messa in onda, costituenti la stagione 9 di RTL), dall'8 novembre al 20 dicembre dello stesso anno (stagione 10 di RTL, comprendente gli episodi 70-75), e infine dal 14 marzo all'11 aprile 2002 per i rimanenti episodi (prima parte della stagione 11). In Italia è stata trasmessa in prima visione da Rai 2 dal 31 ottobre al 21 novembre 2002, seguendo l'ordine di produzione degli episodi; è stato tuttavia saltato il primo episodio, recuperato solo un anno e mezzo dopo, in occasione delle repliche.
Il primo episodio ha durata doppia in quanto telefilm pilota della stagione.
| nº | n° RTL (diffusione) | Titolo originale         | Titolo italiano               | Prima TV Germania | Prima TV Italia    |
| -- | ------------------- | ------------------------ | ----------------------------- | ----------------- | ------------------ |
| 1  | 64                  | Todesfahrt der Linie 834 | Caduta libera (1ª e 2ª parte) | 5 aprile 2001     | 16 / 17 marzo 2004 |
| 2  | 75                  | Die schwarze Witwe       | Vedova nera                   | 20 dicembre 2001  | 31 ottobre 2002    |
| 3  | 73                  | High Speed               | Mi vuoi sposare?              | 6 dicembre 2001   | 1º novembre 2002   |
| 4  | 80                  | Der Rennstall            | Sognando l'America            | 11 aprile 2002    | 4 novembre 2002    |
| 5  | 67                  | Zwischen allen Stühlen   | Finto rapimento               | 3 maggio 2001     | 5 novembre 2002    |
| 6  | 65                  | Fieberträume             | L'ostaggio Semir              | 12 aprile 2001    | 6 novembre 2002    |
| 7  | 68                  | Crash Kommerz            | Crash video                   | 10 maggio 2001    | 7 novembre 2002    |
| 8  | 69                  | Liebe bis in den Tod     | Per Andrea                    | 31 maggio 2001    | 8 novembre 2002    |
| 9  | 72                  | Tina und Aysim           | Tina e Aysim                  | 22 novembre 2001  | 11 novembre 2002   |
| 10 | 79                  | Ehrensache               | Questione d'onore             | 4 aprile 2002     | 12 novembre 2002   |
| 11 | 66                  | Tod aus dem Motor        | Omicidio colposo              | 19 aprile 2001    | 13 novembre 2002   |
| 12 | 77                  | Falsches Spiel           | Gioco sporco                  | 21 marzo 2002     | 14 novembre 2002   |
| 13 | 71                  | Doppelter Albtraum       | Vendetta privata              | 15 novembre 2001  | 15 novembre 2002   |
| 14 | 74                  | Feindliche Brüder        | L'eredità                     | 13 dicembre 2001  | 18 novembre 2002   |
| 15 | 70                  | Schmölders Traum         | Una valigia dal cielo         | 8 novembre 2001   | 19 novembre 2002   |
| 16 | 78                  | Kurzes Glück             | Giustizia sommaria            | 28 marzo 2002     | 20 novembre 2002   |
| 17 | 76                  | Truckstop                | Solidarietà                   | 14 marzo 2002     | 21 novembre 2002   |

## Caduta libera (1ª e 2ª parte)
- Titolo originale: Todesfahrt der Linie 834
- Diretto da: Raoul W. Heimrich
- Scritto da: Dieter Tarnowski

### Trama
Dei rapinatori fanno una rapina e, per sfuggire a Tom e Semir, sequestrano un autobus di linea. Semir si troverà al volante di quest'ultimo quando stanno per esplodere gli ordigni fissati dai malviventi. Si salverà solo grazie a Tom che, avendolo promesso ad Andrea, rischierà la sua vita per salvare quella del compagno, ammanettato al volante. 
- Altri interpreti: Thure Riefenstein (Dalhoff)

Nota: l'episodio è stato trasmesso, già in prima visione, diviso in una prima parte e in una seconda parte, con relativo adattamento del titolo. L'episodio è visibilmente ispirato al film Speed.

## Vedova nera
- Titolo originale: Die schwarze Witwe
- Diretto da: Raoul W. Heimrich
- Scritto da: Rafael Solá-Ferrer

### Trama
Una donna il cui volto è coperto da un velo nero esplode dei colpi di pistola provocando la morte di Frank Cocher, pregiudicato di Marsiglia uscito dal carcere quattro mesi prima e sposato con Melanie Schwarz. Tutto farebbe pensare che sia la vedova Schwarz l'assassina, che tuttavia ha un alibi per l'ora dell'omicidio. Tom e Semir fanno la conoscenza di Silvia Van Delore, francese di origine olandese, agente dell'Interpol, incaricata di indagare sulla morte di Frank, implicato in un grosso giro di droga con altri tre complici. Lo scopo dell'operazione congiunta è quello di trovare le persone con cui si incontrava Schwarz in Germania e indurle a testimoniare contro il capo dell'organizzazione, Michel La Perrine, il padrino di Marsiglia, contro cui in Francia non oserebbe testimoniare nessuno. L'operazione deve essere svolta al più presto in quanto La Perrine ha inviato un killer per eliminare i suoi possibili accusatori. Nel frattempo nella sua azienda di esportazione vinicola Laubner incontra gli altri due complici, Cramberg e Hoffmann, per stabilire il da farsi, in seguito alla morte di Frank, unico contatto che avevano con il padrino. Rimasto solo, Laubner viene raggiunto da Melanie, con cui ha una relazione segreta. Nel frattempo Semir, Silvia e Tom, che si è preso visibilmente una cotta per lei, scoprono che Frank era legato a Hoffmann, di cui Silvia si fa dare una fotografia. Il giorno seguente i tre poliziotti vanno a cercare Hoffmann, che scappa in moto verso una vecchia acciaieria ormai abbandonata. In seguito a una pericolosa colluttazione che Tom ingaggia con il malvivente, Hoffmann cade dalla struttura metallica su cui si era arrampicato e viene raggiunto da Silvia che gli spezza il collo, facendo poi credere ai due colleghi di averlo trovato già morto. Ben presto la polizia scopre che Melanie e il suo amante sono legati a Cranberg e questi viene quindi raggiunto nella sua villa da Silvia che, travestita con una parrucca nera, gli spara uccidendolo, facendo ricadere la colpa su Melanie. Appare chiaro che Silvia è il killer che cerca di eliminare tutti coloro che hanno “tradito” cercando di mettersi in proprio nel traffico di droga. Intanto Tom, che ha passato con lei una notte di passione, vedendo che non rientra al comando, la raggiunge presso il suo albergo, dove è in partenza per tornare a Marsiglia. Tom non sospetta ancora nulla, ma quando assieme a Semir si reca presso l'azienda vinicola di Luabner viene a sapere che la vera Silvia Van Delore è stata trovata senza vita alla frontiere. In ogni caso Tom e la donna sono realmente innamorati e quando, in seguito a una sparatoria all'interno dell'azienda, lei resta ferita a morte Tom non può far altro che darle l'ultimo saluto tenendola fra le proprie braccia in lacrime. Semir insegue Laubner che scappa con un autocarro, ma che finisce poco dopo in una scarpata perdendo anch'egli la vita.
- Altri interpreti: Ellen ten Damme (Sylvia van der Loor), Germain Wagner (Laubner), Volker Herold (Cramberg), Jana Hora (Melanie Schwarz)

## Mi vuoi sposare?
- Titolo originale: High Speed
- Diretto da: Raoul W. Heimrich
- Scritto da: Stefan Dauck, Christian Heider

### Trama
Klaus trova un modo particolare per chiedere alla sua fidanzata di sposarlo: indossa una maschera da porco e si fa fotografare con una maglietta con su scritto "Tina mi vuoi sposare?" da un giornalista mentre la sua macchina sfreccia a 220 km/h. Per poter vivere bene e dare tutto ciò di cui hanno bisogno la futura moglie e il figlio in arrivo, Klaus si fa convincere a compiere una rapina. Sarà compito di Semir e Tom prenderlo e salvarlo dagli altri complici, che vogliono ucciderlo.
- Altri interpreti: Hendrik Duryn (Klaus Weller), Iris Böhm (Isabel Stegemann), Stephan Gebelhoff (Mackeroth)

## Sognando l'America
- Titolo originale: Der Rennstall
- Diretto da: Raoul W. Heimrich
- Scritto da: Manfred Beger, David Simmons

### Trama
Timo è un pilota di kart e ha una gara importante, la cui vittoria gli permetterebbe un sospiratissimo viaggio in America. Per disputarla ha però bisogno di un nuovo motore. Così insieme alla sua fidanzata e al suo migliore amico ruba un'auto in un parcheggio. Poco dopo fanno una spiacevole scoperta: dentro al bagagliaio della macchina c'è una valigetta che contiene documenti riservati e compromettenti. Timo esorta il suo amico a liberarsene ed egli acconsente. La fame di soldi lo spinge però a chiedere una grossa somma di denaro al proprietario della valigetta. Semir Gerkhan e Tom Kranich dovranno far fronte all'omicidio dell'amico di Timo e al rapimento della fidanzata.
- Altri interpreti: Marco Girnth (Timo), Jeanne Tremsal (Manou), Rene Schoenenberger (Bernd), Klaus Grünberg (Craven), Hans-Uwe Bauer (Maybaum)

## Finto rapimento
- Titolo originale: Zwischen allen Stühlen
- Diretto da: Raoul W. Heimrich
- Scritto da: Hans Gerd Müller-Welters

### Trama
Semir e Tom scortano una testimone che deve testimoniare contro il marito, in un trasferimento lungo l'autostrada. Proprio qui si compie il tentativo di eliminarla, sventato con un'azione magistrale dei due che riescono a salvarla e a portarla al sicuro. Intanto la sorella di Tom viene a fargli visita e il marito della donna fa pedinare il poliziotto, poiché insieme a Semir sta proteggendo sua moglie. Nonostante la bravura alla guida della ragazza i malviventi riescono a catturarla per ricattare Kranich affinché scambi la testimone con la sorella. Tom si trova davanti a una dura scelta e non sa che fare; viene poi sospettato di essere una talpa ma con l'aiuto di Semir e dei colleghi inscena il rapimento della testimone e la porta al sicuro; sarà il commissario Engelhardt a fingersi ostaggio di scambio per liberare la ragazza in una cava di ghiaia.
- Altri interpreti: Anja Knauer (Signora Lorenz), Roland Schäfer (Lorenz), Gunnar Helm (Assistente di Lorenz)

## L'ostaggio Semir
- Titolo originale: Fieberträume
- Diretto da: Carmen Kurz
- Scritto da: Ralf Ruland

### Trama
Semir insegue due rapinatori sull'autostrada, quando un'altra auto sfonda un posto di blocco e va a finire contro la prima vettura. Anche la seconda auto (quella che sfonda il posto di blocco) è occupata da due rapinatori, uno dei quali riesce a fuggire, mentre l'altro viene ricoverato in ospedale. Quando Tom arriva in ritardo, Semir comincia a urlargli contro e i due litigano. Tom e Semir trovano una pista che potrebbe portarli a catturare il secondo malvivente ma, mentre Tom è distratto, il rapinatore prende in ostaggio Semir. Tom viene avvertito dalla Engelhardt che il rapinatore che è stato ricoverato in ospedale è affetto da una forma di difterite contagiosa ed è in quarantena. Di conseguenza anche l'altro rapinatore potrebbe essere malato e Semir è con lui. A causa del rischio di infezione la vita di Semir non è una priorità per i capi della polizia, così Tom decide di fare da solo per salvare la vita a Semir e ci riesce. Dopo aver catturato il fuggitivo, Tom e Semir vengono ricoverati anche loro in quarantena e Semir ne approfitta per scusarsi con Tom che lo perdona.
- Altri interpreti: Guntbert Warns (Pieter van Heerlen)

## Crash video
- Titolo originale: Crash Kommerz
- Diretto da: Carmen Kurz
- Scritto da: Ekki Voigt, David Simmons

### Trama
Dei criminali reclutano un ex stuntman per realizzare video di incidenti dove le auto coinvolte non sono quelle di un set ma quelle dell'autostrada. I video realizzati devono essere spettacolari, così le auto vengono fatte esplodere piazzando cariche esplosive sotto alla macchina dello stuntman. Il guidatore dell'auto non è mai presente sulla scena dell'incidente, così da allertare Semir e Tom che cominciano le indagini, durante le quali scoprono che il guidatore indossa sempre un casco. Ciò li fa risalire al fatto che si tratta di incidenti programmati per fare incassi.
- Altri interpreti: Frank Stieren (Danny Tochtermann), Stefanie Schimanski (Miriam), Michael Schiller (Weber)

## Per Andrea
- Titolo originale: Liebe bis in den Tod
- Diretto da: Axel Barth
- Scritto da: Ralf Ruland

### Trama
Un semplice incidente in autostrada che coinvolge anche Andrea, si scopre essere poi premeditato e dietro a tutto c'è proprio l'ex fidanzato di Andrea, Patrick O'Connor, respinto perché troppo ossessivo. Patrick O'Connor si rivela più ossessionato del previsto e vuole Andrea a ogni costo: la tempesta di mail e di mazzi di fiori, spia ogni sua mossa, la riprende persino in casa mentre dorme o al parco mentre corre, fino a rapirla.
- Altri interpreti: Henning Baum (Patrick O'Connor)

## Tina e Aysim
- Titolo originale: Tina und Aysim
- Diretto da: Axel Barth
- Scritto da: David Simmons

### Trama
Tina e Aysim, amiche per la pelle, tornando da una festa accettano un passaggio da un amico del fratello di una delle due, Steeg, sotto l'effetto di droga. Quando questi decide di violentarle, le ragazze riescono a ribellarsi e fuggire usando la sua auto. Una volta in salvo scoprono però che nel bagagliaio dell'auto sono nascosti parecchi soldi e una grande quantità di cocaina, appartenenti al capo di Steeg, che farà di tutto pur di riavere la merce. Toccherà ancora una volta a Tom e Semir salvare le ragazze e arrestare lo spacciatore che voleva ucciderle.
- Altri interpreti: Theresa Scholze (Tina), Pinar Erincin (Aysim), Mark Kuhn (Steeg), Orhan Güner (Mehmed)

## Questione d'onore
- Titolo originale: Ehrensache
- Diretto da: Axel Barth
- Scritto da: Andreas Heckmann, Andreas Schmitz

### Trama
Un veicolo militare provoca un maxi incidente in autostrada, nel quale muore un soldato. Durante le indagini Tom Kranich (Semir Gerkhan non partecipa al caso) scopre che l'assassino è il comandante del suo reparto, che ha agito con un complice. Durante la risoluzione del caso, un altro soldato innocente viene ucciso. Il movente riguarda il fatto che la figlia del maggiore è morta di overdose di droga e il soldato assassinato la spacciava all'interno dell'esercito. Il maggiore si dimostra un uomo d'onore e preferisce suicidarsi, mentre il complice deve essere catturato con la forza.
- Altri interpreti: Frank M. Köbe (Horst Britz), Klaus Grünberg (tenente Ringsdorf), Roman Rossa (Simon), Peter Obermann (maggiore Wischollek)

## Omicidio colposo
- Titolo originale: Tod aus dem Motor
- Diretto da: Axel Barth
- Scritto da: Uli Tobinsky

### Trama
Gerd Hagemann causa un incidente in autostrada in cui muoiono due donne, una delle quali in procinto di sposarsi. In realtà l'incidente è stato causato dall'esplosione di una biella della macchina di Hagemann, che era stata sostituita da un'officina che montava bielle di scarsa qualità.
- Altri interpreti: Uwe Bohm (Bernd Raake), Christian Tasche (Gerd Hagemann), Klaus Zmorek (Hendrik Wenner)

## Gioco sporco
- Titolo originale: Falsches Spiel
- Diretto da: Carmen Kurz
- Scritto da: Ralf Ruland

### Trama
Max esce di prigione, dove era stato per scontare la pena per una rapina. Intanto sull'autostrada Tom e Semir assistono a un omicidio: un elicottero precipita e il conducente rimane ucciso insieme al passeggero; subito i due scoprono che l'elicottero è stato manomesso. Tom e Semir credono che il responsabile della morte di Fleischmann (l'uomo che pilotava l'elicottero) e di un suo socio sia proprio il terzo socio, Block. Ma quando lo stanno per arrestare Semir si accorge che l'assassino è Max, che ha ucciso per vendicare il padre.
- Altri interpreti: Làzlo I. Kish (Block), Marc Richter (Max Seefeld), Christina Große (Rita Seefeld), Armin Marewski (Fleischmann)

## Vendetta privata
- Titolo originale: Doppelter Albtraum
- Diretto da: Carmen Kurz
- Scritto da: Stefan Dauck, Christian Heider

### Trama
Durante una rapina in una stazione di servizio, due delinquenti feriscono gravemente un'ex collega di Tom Kranich, che morirà più tardi in ospedale. I due Heikko Dräger e Jens Habermann, sono in combutta con una donna, Jenny Peters, che è la fidanzata di Jens e l'amante dell'altro. Quando Tom, afflitto dalla rabbia per la morte della collega, senza aspettare Semir irromperà nella casa della Peters, trova Dräger e Habermann (che ha appena scoperto della relazione tra il complice e la fidanzata) ad accoglierlo, mentre la donna è sotto la doccia. Per evitare troppi problemi, Dräger tramortisce Tom e poi uccide Habermann, predisponendo poi tutto per far credere che sia stato Tom a sparare. Il poliziotto viene dunque sospeso dal servizio. La donna, convinta dall'amante, testimonia che Dräger non si trovava nell'appartamento. Semir bluffando riesce a mettere il malvivente e la donna l'una contro l'altro. Dräger dice che comprerà dei biglietti per scappare subito via dalla Germania: a seguirlo e a fargli perdere tempo ci penseranno Otto e Dieter, che però verranno aggrediti e legati nel loro veicolo. In aeroporto intanto la Peters scopre che nessun biglietto è stato riservato per lei e, capendo di essere stata ingannata, racconta la vera versione dei fatti. Non resta che catturare Dräger: dopo una fuga nell'area aeroportuale, il poliziotto si trova di fronte, disarmato, l'uccisore della sua vecchia amica; egli però riesce a trattenersi.
- Altri interpreti: Frank Leo Schröder (Heikko Dräger), Atto Suttarp (Jens Habermann), Iris Junik (Jenny Peters)

## L'eredità
- Titolo originale: Feindliche Brüder
- Diretto da: Axel Barth
- Scritto da: Arne Nolting, Jan-Martin Scharf

### Trama
Un cantiere viene distrutto e abbattuto sull'autostrada provocando un incidente. I sospetti ricadono su Georg Solms, fratello di Ludwig Solms, proprietario del cantiere, il quale non ha ricevuto niente dell'eredità del padre defunto. In realtà Ludwig Solms era ricattato ed ha una relazione con Nora Blamberger, la quale ha fornito un testamento falso. La situazione si aggrava quando il ricattatore di Solms viene ucciso e Georg viene avvistato sul luogo del delitto.
- Altri interpreti: Michael Lott (Georg Solms), Matthias Zahlbaum (Ludwig Solms), Beate Maes (Nora Blamberger), Peter-Uwe Arndt (Karl Wohlfahrt)

## Una valigia dal cielo
- Titolo originale: Schmölders Traum
- Diretto da: Axel Barth
- Scritto da: Ralf Ruland

### Trama
Un barbone raccoglie una valigia piena di soldi caduta da un cavalcavia dell'autostrada a seguito di un incidente. Si troverà nei guai, perché la valigia appartiene a un boss della mafia che farà di tutto per riprendersela.
- Altri interpreti: Rudolf Kowalski (Klaus Schmölder), Jochen Striebeck (Jupp), Janina Flieger (Maria Schmölder), Thomas Gumpert (Matuschek)

## Giustizia sommaria
- Titolo originale: Kurzes Glück
- Diretto da: Raoul W. Heimrich
- Scritto da: David Simmons

### Trama
Il commissario Engelhardt si prende le ferie per passare una giornata con il suo compagno, ma mentre si trova in auto con lui arriva Lisa, figlia dell'uomo, che l'accusa di averlo fatto separare da sua madre ossia la sua ex moglie. Quindi per vendicarsi uccide il padre e rapisce la Engelhardt in modo da spacciarla per assassina.
- Altri interpreti: Anna Thalbach (Lisa), Anke Schubert (signora Klein), Krystian Martinek (Philipp Klein), Götz Argus (detective Schulte)

## Solidarietà
- Titolo originale: Truckstop
- Diretto da: Raoul W. Heimrich
- Scritto da: Stefan Dauck, Christian Heider

### Trama
Semir e Tom sono da un meccanico a cercare di estorcergli informazioni, poiché questo viene probabilmente ricattato da una banda di malviventi, ma inutilmente. I due agenti si trovano poi a inseguire una macchina su cui stavano scappando i due, reduci da una spedizione punitiva. Anche Mona, amica dei poliziotti e proprietaria del "Truckstop" situato nelle vicinanze, si trova a dover pagare il pizzo. Ma proprio in concomitanza con l'arrivo dei malviventi, inizia a farsi vivo anche il proprietario del terreno sul quale il suo locale è costruito. Offrendosi di aiutarla, vuole in realtà farla sloggiare dal suo ristorante, così come con il meccanico, poiché un suo socio d'affari ha intenzione di costruire un nuovo centro commerciale proprio su quell'area. Dopo averlo scoperto, Tom e Semir riescono a sventare anche il tentativo di demolire il locale con un tir lanciato contro l'edificio. Mona si sta per arrendere e mollare la sua attività, anche dopo il tentativo di omicidio del marito, ma con l'aiuto dei due riesce a incastrare l'affittuario.
- Altri interpreti: Jennifer Steffens (Monika Wagner), David Steffen (Rolf Lehmann), Dino Nolting (Robert), Mike Hoffmann (Mark)